# Ferrovie dello Stato Italiane

Logo przewoźnika

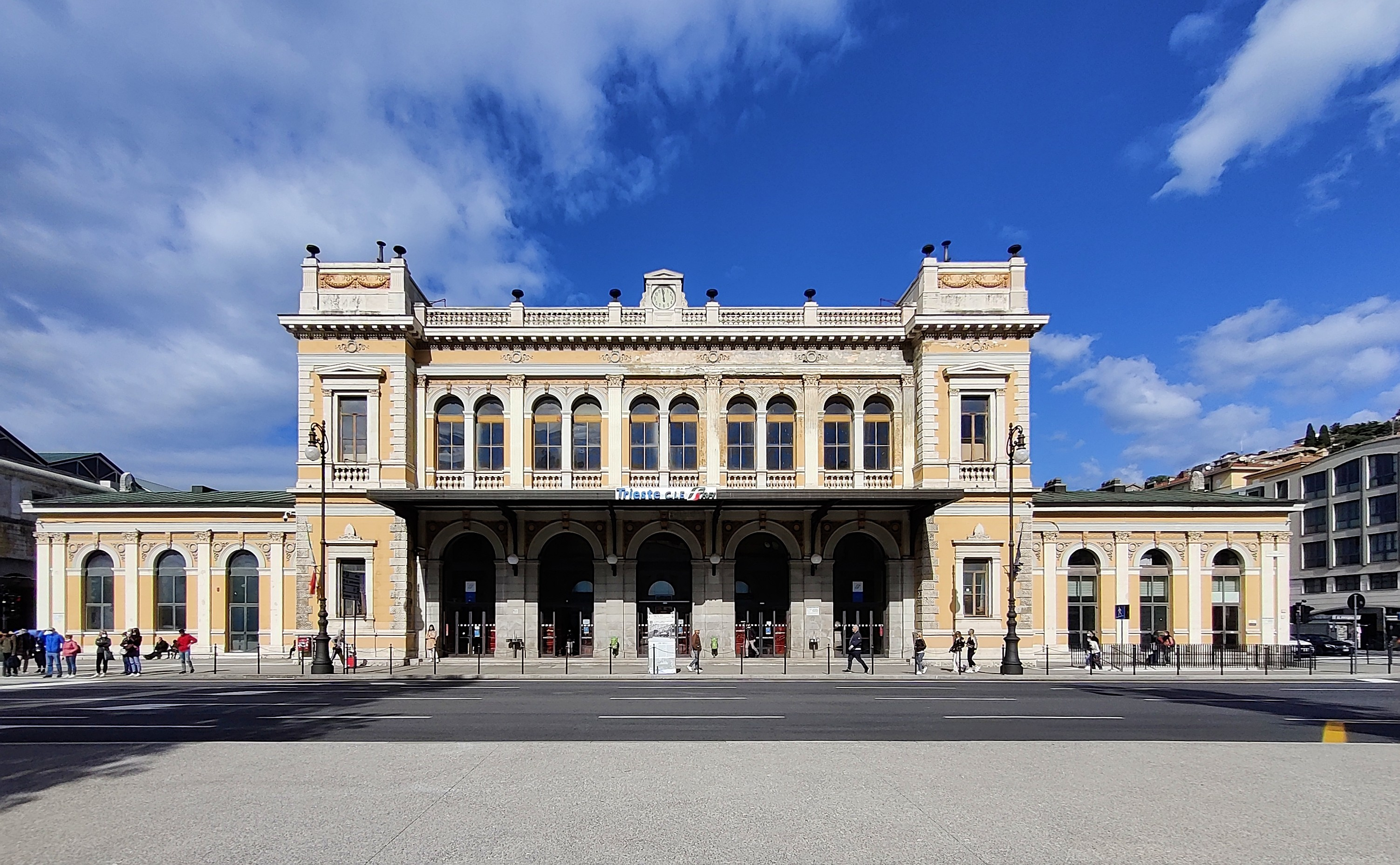
Dworzec Trieste Centrale należący do FS

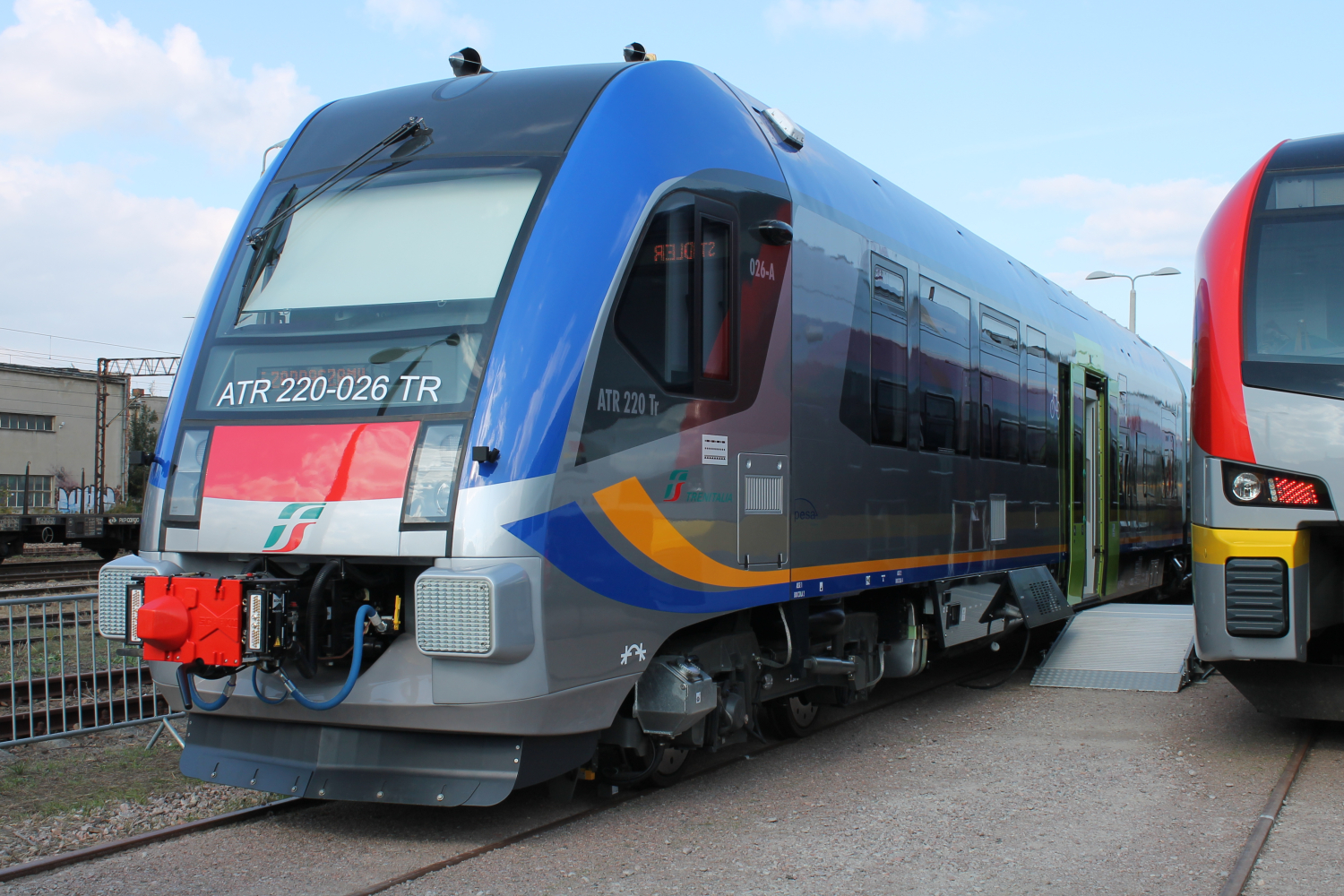
Skład Pesa Atribo Trenitalii na Trako 2015

Ferrovie dello Stato Italiane S.p.A. (FS) – włoskie państwowe przedsiębiorstwo kolejowe.
Przedsiębiorstwo zostało założone w 1905 w Rzymie, obecnie zatrudnia ponad 99 tys. osób. Zarządza 16 718 km linii kolejowych. Posiada 4500 lokomotyw, 10 000 wagonów pasażerskich i 50 000 wagonów towarowych. W 2002 z usług FS skorzystało 492 mln pasażerów.

## Spółki
- Trenitalia – transport towarowy i pasażerski
- Rete Ferroviaria Italiana – infrastruktura kolejowa
- Italferr
- Ferservizi
- Grandi Stazioni – wielkie stacje, 13 największych stacji
- Centostazioni – sto stacji, w rzeczywistości 103 średnie dworce
- Sogin – transport drogowy
- Fercredit – usługi finansowe

Litery FS występują w symbolach lokomotyw używanych przez Ferrovie dello Stato, np. FS E.636, FS E.646, FS E.444.